# Markala
Markala är en ort i Mali.   Den ligger i regionen Ségou, i den sydvästra delen av landet, 240 km nordost om huvudstaden Bamako. Markala ligger 292 meter över havet och antalet invånare är 53 738.

## Terräng och klimat
Terrängen runt Markala är mycket platt. Runt Markala är det ganska tätbefolkat, med 116 invånare per kvadratkilometer. Det finns inga andra samhällen i närheten. Trakten runt Markala består i huvudsak av gräsmarker.